# UFC on FOX 8
UFC on FOX 8: Johnson vs. Moraga（ユーエフシー・オン・フォックス・エイト：ジョンソン・バーサス・モラガ）は、アメリカ合衆国の総合格闘技団体「UFC」の大会の一つ。2013年7月27日、ワシントン州シアトルのキーアリーナで開催された。

## 大会概要
本大会ではデメトリアス・ジョンソンとジョン・モラガによるUFC世界フライ級タイトルマッチが組まれた。

### カード変更
負傷などによるカードの変更は以下の通り。
- スペンサー・フィッシャー → ダロン・クルックシャンク（第5試合）

- ボビー・グリーン → ティム・ミーンズ（第7試合）

- レザ・マダディ → ホルヘ・マスヴィダル（第8試合）

- ミーシャ・テイト → ジェシカ・アンドラージ（第9試合）

- シアー・バハドゥルザダ → ボビー・ヴォルカー（第10試合）

- タレック・サフィジーヌ vs. ロビー・ローラー → サフィジーヌの負傷により中止

## 試合結果

### アーリープレリム
第1試合 62.1kg契約ワンマッチ 5分3R
○  ヤオツィン・メザ vs.  ジョン・アルバート ×
2R 2:49 リアネイキドチョーク
※アルバートの体重超過によりバンタム級から変更。
第2試合 ライト級ワンマッチ 5分3R
○  ジャスティン・サラス vs.  アーロン・ライリー ×
3R終了 判定2-1（29-28、28-29、29-28）

### プレリミナリーカード
第3試合 女子バンタム級ワンマッチ 5分3R
○  ジャーメイン・デランダミー vs.  ジュリー・ケッジー ×
3R終了 判定2-1（30-27、28-29、29-28）
第4試合 ミドル級ワンマッチ 5分3R
○  エド・ハーマン vs.  トレバー・スミス ×
3R終了 判定2-1（30-27、28-29、30-27）
第5試合 ライト級ワンマッチ 5分3R
○  ダロン・クルックシャンク vs.  イーブス・エドワーズ ×
3R終了 判定2-1（30-27、27-30、30-27）
第6試合 ライト級ワンマッチ 5分3R
○  メルヴィン・ギラード vs.  マック・ダンジグ ×
2R 2:47 KO（左フック→パウンド）
第7試合 72.6kg契約ワンマッチ 5分3R
○  ダニー・カスティーリョ vs.  ティム・ミーンズ ×
3R終了 判定3-0（29-28、29-28、29-28）
※ミーンズの体重超過によりライト級から変更。
第8試合 ライト級ワンマッチ 5分3R
○  ホルヘ・マスヴィダル vs.  マイケル・キエーザ ×
2R 4:59 ダースチョーク

### メインカード
第9試合 女子バンタム級ワンマッチ 5分3R
○  リズ・カムーシェ vs.  ジェシカ・アンドラージ ×
2R 3:57 TKO（パウンド）
第10試合 ウェルター級ワンマッチ 5分3R
○  ロビー・ローラー vs.  ボビー・ヴォルカー ×
2R 0:24 KO（左ハイキック→パウンド）
第11試合 ウェルター級ワンマッチ 5分3R
○  ローリー・マクドナルド vs.  ジェイク・エレンバーガー ×
3R終了 判定3-0（30-27、29-28、30-27）
第12試合 UFC世界フライ級タイトルマッチ 5分5R
○  デメトリアス・ジョンソン vs.  ジョン・モラガ ×
5R 3:43 腕ひしぎ十字固め
※ジョンソンが2度目の防衛に成功。

### 各賞
ファイト・オブ・ザ・ナイト： エド・ハーマン vs. トレバー・スミス
ノックアウト・オブ・ザ・ナイト： メルヴィン・ギラード
サブミッション・オブ・ザ・ナイト： デメトリアス・ジョンソン
各選手にはボーナスとして5万ドルが支給された。